# Alexei Wladimirowitsch Gorodowoi
Alexei Wladimirowitsch Gorodowoi (russisch Алексей Владимирович Городовой; * 10. August 1993 in Stawropol) ist ein russischer Fußballtorwart.

## Karriere
Gorodowoi begann seine Karriere beim FK Rostow. Zur Saison 2011/12 wechselte er zum Drittligisten Dynamo Stawropol. Für Dynamo kam er in jener Spielzeit zu sechs Einsätzen in der Perwenstwo PFL. Nach Saisonende zog sich Stawropol allerdings vom Spielbetrieb zurück, woraufhin er zum ebenfalls drittklassigen Sachalin Juschno-Sachalinsk wechselte. Für Sachalin kam er einmal in der dritthöchsten Spielklasse zum Einsatz. Zur Saison 2013/14 schloss er sich dem Ligakonkurrenten Jakutija Jakutsk an. In Jakutsk kam er zu zwölf Drittligaeinsätzen. Zur Saison 2014/15 wechselte er zu Spartak Naltschik. In Naltschik kam er in seiner ersten Spielzeit zu 22 Drittligaeinsätzen, in der Saison 2015/16 wurde er allerdings nicht mehr eingesetzt. Nach der Saison 2015/16 verließ er Spartak.
Nach einem halben Jahr ohne Verein wechselte Gorodowoi im Januar 2017 nach Norwegen zum Zweitligisten Kongsvinger IL. In der Saison 2017 kam der Torhüter zu 20 Einsätzen in der OBOS-ligaen. Zur Saison 2018 verpflichtete Kongsvinger zwei neue Torhüter (Tobias Trautner und Simon Thomas), gegen die sich der Russe nicht durchsetzen konnte. Nachdem er die gesamte Hinrunde über als dritter Tormann nie im Kader gestanden war, konnte er sich nach dem Abgang von Thomas im Juli 2018 gegen Trautner durchsetzen und kam zu sechs Zweitligaeinsätzen, ehe Kongsvinger im September 2018 Arnold Origi verpflichtete. Danach musste Gorodowoi wieder auf der Tribüne Platz nehmen, am letzten Spieltag kam er noch einmal zum Einsatz.
Im Januar 2019 kehrte er wieder nach Russland zurück und wechselte zum Erstligisten Rubin Kasan. Im folgenden Monat wurde er an den Ligakonkurrenten Zenit St. Petersburg verliehen. Bei Zenit spielte er neunmal für die zweite Mannschaft in der Perwenstwo FNL, zudem saß er mehrmals als Ersatztorwart auf der Bank der Profis. Zur Saison 2019/20 kehrte er wieder nach Kasan zurück. Für Rubin kam er in jener Spielzeit allerdings nicht zum Einsatz. Zur Saison 2020/21 wurde er ein zweites Mal verliehen, diesmal an den Zweitligisten Weles Moskau. Bis zur Winterpause kam er zu 16 Zweitligaeinsätzen für Weles. Im Januar 2021 wurde die Leihe vorzeitig beendet und Gorodowoi wurde innerhalb der zweiten Liga an den FK SKA-Chabarowsk weiterverliehen. Für Chabarowsk kam er zu 14 Zweitligaeinsätzen.
Nach dem Ende der Leihe kehrte der Torwart zur Saison 2021/22 wieder zu den Tataren zurück. Auch nach seiner Rückkehr blieb Gorodowoi ohne Einsatz. Im Januar 2022 verließ er Kasan schließlich endgültig und wechselte zum Zweitligisten FK Fakel Woronesch. Für diesen kam er bis Saisonende zu 13 Zweitligaeinsätzen, mit dem Team stieg er in die Premjer-Liga auf. Im Oberhaus debütierte er anschließend im Juli 2022. In der Saison 2022/23 stand er sechsmal im Tor von Woronesch. Zur Saison 2023/24 wechselte er wieder eine Liga tiefer zu Rodina Moskau.